# Linden Ashby
Clarence Linden Garnett Ashby III (Atlantic Beach, Florida, 23 de mayo de 1960) es un actor estadounidense, principalmente conocido por su papel de Johnny Cage en la adaptación cinematográfica de Mortal Kombat y por su papel como el Sheriff Stilinski en la serie de televisión Teen Wolf.

## Biografía
Nació en Atlantic Beach, Florida, como hijo de Eleanor, un organizador de civiles y Garnett Ashby, fabricante farmacéutico.
Ashby estudió actuación en la escuela Neighborhood Playhouse de Nueva York. Uno de sus primeros papeles fue el de Lance Reventlow, el único hijo de Barbara Hutton (interpretada por Farrah Fawcett) en la miniserie, premiada con el Globo de Oro, Poor Little Rich Girl: The Barbara Hutton Story.
Ashby está casado con la actriz Susan Walters. La pareja se conoció en 1983, durante el rodaje de la serie de televisión de ABC Loving. Ella tenía un papel permanente en la serie, mientras que él apareció primero como actor invitado, si bien a partir de 1985 se convertiría en parte permanente del reparto. Han tenido dos hijas, Frances Grace (nacida en 1991) y Savannah Elizabeth (nacida en 1992). Ashby es estudiante de las artes marciales de forma intermitente desde que tenía veintiún años de edad y ha estudiado Kárate, Tae Kwon Do y Kung Fu.

### Carrera
Ashby es conocido por su papel como Johnny Cage en la adaptación cinematográfica de Mortal Kombat (basada en un videojuego popular). No repitió el papel en la secuela, Mortal Kombat: Annihilation donde el personaje fue interpretado por Chris Conrad. También apareció junto a Kevin Costner en Wyatt Earp. Ashby ha interpretado al Dr. Jeff Chapman en 1998, donde hizo para la televisión la película The Lake junto a Yasmine Bleeth. Apareció en la tercera entrega de Resident Evil, película titulada como Resident Evil: Extinction, que marcó su primera aparición en un lanzamiento en salas por primera vez en 12 años desde el lanzamiento del original Mortal Kombat. Durante ese período, las producciones en las que había intervenido habían acabdo directamente en el mercado del vídeo y la televisión.
Aparecía en Melrose Place haciendo del Dr. Brett Cooper durante una temporada en 1998, y luego interpretó a Cameron Kirsten en The Young and the Restless, entre 2003 y 2004. También comenzó a interpretar el papel de Paul Hollingsworth en Days of Our Lives en marzo de 2008. En noviembre de 2008 Ashby dijo retomaría su papel como Johnny Cage en la tercera película de Mortal Kombat.

## Filmografía

### Películas
| Año  | Filme                                        | Rol                   | Otras notas                                 |
| ---- | -------------------------------------------- | --------------------- | ------------------------------------------- |
| 1990 | Night Angel                                  | Craig                 |                                             |
| 1990 | Mr. and Mrs. Bridge                          |                       | Sin créditos                                |
| 1992 | Into the Sun                                 | Dragon                |                                             |
| 1992 | Inside Out III                               | Jerry Van Anthony     | Segmento: Tango Direct-to-Video Release     |
| 1993 | Slaughter of the Innocents                   | Virginia De Leo       |                                             |
| 1994 | 8 Seconds                                    | Martin Hudson         |                                             |
| 1994 | Wyatt Earp                                   | Morgan Earp           |                                             |
| 1995 | Mortal Kombat                                | Johnny Cage           |                                             |
| 1996 | Cadillac Ranch                               | Beau                  |                                             |
| 1997 | Blast                                        | Jack Bryant           |                                             |
| 1998 | Shelter                                      | Jimmy Parker          |                                             |
| 1999 | Time of Her Time                             | Sergius O'Shaughnessy |                                             |
| 1999 | Judgment Day                                 | Dr. David Corbett     | Direct-to-Video Release                     |
| 2000 | Dangerous Attraction                         | Neil/Dan Paterson     |                                             |
| 2000 | Tick Tock                                    | Travis Brewer         |                                             |
| 2001 | Facing the Enemy                             | Griff McCleary        |                                             |
| 2002 | Fits and Starts                              |                       |                                             |
| 2002 | Whacked!                                     | Bolen                 |                                             |
| 2003 | The Company You Keep                         | Harry                 |                                             |
| 2003 | A Woman Hunted                               | Det. Webster          |                                             |
| 2003 | Shrink Rap                                   | Brian                 |                                             |
| 2004 | Wild Things 2                                | Det. Michael Morrison | Direct-to-Video Release                     |
| 2005 | Wild Things: Diamonds in the Rough           | Det. Michael Morrison | Direct-to-Video Release                     |
| 2005 | Sub Zero                                     | Soloman Davis         |                                             |
| 2007 | Plot 7                                       | Richard McCarthy      |                                             |
| 2007 | Resident Evil: Extinction                    | Chase                 |                                             |
| 2007 | My Neighbor’s Keeper                         | Mike Harding          |                                             |
| 2008 | Prom Night                                   | Jack Turner           |                                             |
| 2008 | Impact Point                                 | Det. Adams            |                                             |
| 2009 | Against the Dark                             | Cross                 | Direct-to-Video Release                     |
| 2009 | National Lampoon's Van Wilder: Freshman Year | Van Wilder (Senior)   | Direct-to-Video Release                     |
| 2009 | Hunger                                       | Grant                 | Direct-to-Video Release                     |
| 2016 | Beta Test                                    | Andrew Kincaid        |                                             |
| 2020 | Escaping My Stalker                          |                       |                                             |
| 2022 | Purple Hearts                                | Jacob Morrow Sr.      |                                             |
| 2023 | Teen Wolf: The Movie                         | Noah Stilinski        | Elenco principal, película de TV Paramount+ |

### Televisión
| Año       | Título                                          | Rol                      | Notas                                                    |
| --------- | ----------------------------------------------- | ------------------------ | -------------------------------------------------------- |
| 1987      | 1st & Ten                                       |                          | Episodio: Blood on Blood                                 |
| 1987      | Werewolf                                        | Victim #2 in VW          | Episodio: Werewolf                                       |
| 1987      | Poor Little Rich Girl: The Barbara Hutton Story | Lance Reventlow (adulto) | NBC Película para televisión                             |
| 1989      | China Beach                                     | Phillip                  | Episodio: The World (2)                                  |
| 1989      | Loving                                          | Curtis Alden #4          |                                                          |
| 1989–1991 | Adam-12                                         | Oficial Honeycutt        | 9 episodios                                              |
| 1990      | Hardball                                        |                          | Episodio: A Killer Date                                  |
| 1990      | MacGyver                                        | Brett Reynolds           | Episodio: Twenty Questions                               |
| 1991      | Equal Justice                                   | Charles                  | Episodio: Sleeping with the Enemy                        |
| 1991      | The Perfect Bride                               | Ted                      | Película para televisión                                 |
| 1992      | Fifteenth Phase of the Moon                     | Jason                    | Película para televisión                                 |
| 1993      | New Year                                        | Jimi Hartman             | Película para televisión                                 |
| 1993–1998 | Melrose Place                                   | Dr. Brett 'Coop' Cooper  | 35 episodios                                             |
| 1994      | Green Dolphin Beat                              | Dave Henderson           | FOX Película para televisión                             |
| 1996      | Dark Angel                                      | Harry Foley              | FOX Película para televisión                             |
| 1997      | The Beneficiary                                 | Jimmy Price              | Película para televisión                                 |
| 1997      | Spy Game                                        | Lorne Cash               | 13 episodios                                             |
| 1998      | The Lake                                        | Dr. Jeff Chapman         | NBC Película para televisión                             |
| 1998      | Beauty                                          | Mark Kramer              | CBS Película para televisión                             |
| 1998      | The Love Boat: The Next Wave                    | Lt. Joe Spenser          | Episodio: Bermuda Triangle Episode                       |
| 1998      | Murder She Purred: A Mrs. Murphy Mystery        | Dr. Blair Bainbridge     | Película para televisión                                 |
| 1999      | Where the Truth Lies                            | Carter Tamiran           | Película para televisión                                 |
| 2000      | The War Next Door                               | Kennedy Smith            | 13 episodios                                             |
| 2001      | The Agency                                      |                          | Episodio: A Slight Case of Anthrax                       |
| 2002      | CSI: Crime Scene Investigation                  | Det. Drew Wolf           | Episodio: A Little Murder                                |
| 2002      | Sniper 2                                        | McKenna                  | Película para televisión                                 |
| 2003–2004 | The Young and the Restless                      | Cameron Kirsten          | 55 episodios                                             |
| 2005      | A Killer Upstairs                               | Lyle Banner              | Película para televisión                                 |
| 2005      | CSI: Miami                                      | Steven Hardy             | Episodio: Three-Way                                      |
| 2005—2007 | Eyes                                            | Michael Tobin            | Episodio: Shots Episodio: Police                         |
| 2011—2017 | Teen Wolf                                       | Sheriff Stilinski        | Elenco recurrente (temp. 1-5) Elenco principal (temp. 6) |
| 2018      | A Daughter's Revenge                            | David Spencer            | Película para televisión                                 |